# Министерство электричества и энергетики Египта
Министерство электричества и энергетики Египта отвечает за бесперебойную подачу электричества в Египте. Штаб-квартира находится в Каире. Нынешним министром электричества и энергетики Египта является Мохамед Шакер.